# Bipiridin
Bipiridini, isto tako poznati kao bipiridili, dipiridili, i dipiridini, su familija hemijskih jedinjenja sa formulom (C5H4N)2, koja se formiraju kuplovanjem dva piridinska prstena. Oni su aromatična azotna heterociklična jedinjenja koja formiraju komplekse sa većinom prelaznih metala. Oni interaguju sa metalima putem σ-donirajućih atoma azota i π-akceptorskih molekulskih orbitala. Bipiridini su važni u studijama elektronskog i eneretskog transfera, supramolekularnoj hemiji, nauci o materijalima, i katalizi.
Postoji šest izomera bipiridina, ali su to izomera prominentna: 2,2'-bipiridin je popularni ligand u koordinacionoj hemiji i 4,4'-bipiridin je prekurzor herbicida parakvata. Bipiridini su bezbojne čvrste materije, koje su rastvorne u organskim rastaračima i neznatno rastvorne u vodi.
3,4'-Bipiridinski derivati inamrinon i milrinon se ponekad koriste za kratkoročni treatman zatajenja srca. Oni inhibiraju fosfodiesterazu i stoga povišavaju nivo cAMP, stvarajući pozitivnu inotropiju, što dovodi do vazodilacije. Inamrinon uzrokuje trombocitopeniju. Milrinon umanjuje stopu preživljavanja kod zatajenja srca.

## 2,2'-bipiridin
2,2'-Bipiridin je helacioni ligand koji formira komplekse sa većinom prelaznih metalnih jona. Većina tih kompleksa ima oprepoznatljiva optička svojstva, neka od kojih su od interesa za analizu. 2,2'-Bipiridin se koristi za proizvodnju Dikvata.

## 4,4'-bipiridin
4,4'-Bipiridin (4,4'-bipi) uglavnom se koristi kao prekurzor za N,N'-dimetil-4,4'-bipiridinijum dikatjon, poznat kao parakvat. Ovaj molekul ispoljava redukcionu aktivnost, i njegova toksičnost proističe iz njegove sposobnosti ometanja bioloških procesa elektronskog transfera. Struktura 4,4'-bipiridina omogućava premoštavanje metalnih centara i formiranje koordinacionih polimera.